# Ōkubi-e

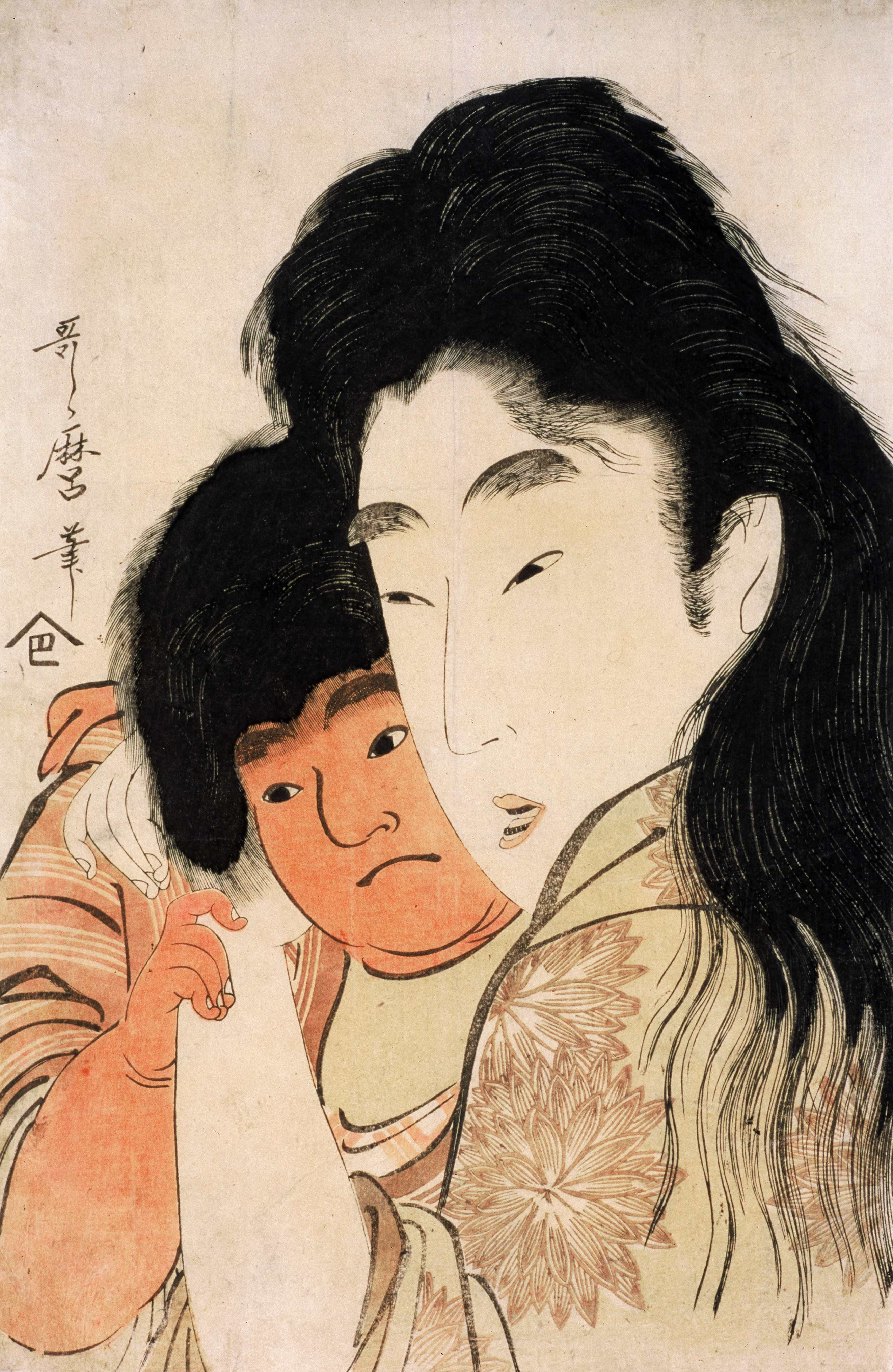
Yama-uba, la sorcière de montagne et Kintarō, le garçon doré, par Utamaro

Un ōkubi-e (大首絵, « image de grosse tête ») est un terme japonais désignant certaines estampes de l'ukiyo-e représentant des portraits en gros plan (tête et haut du buste), pour donner plus de force à l'image, renforçant en particulier l'impact visuel du noir de la chevelure.
C'est chez Utamaro qu'on retrouve ce type d'estampe de la façon la plus parfaite. D'autres artistes, tels Eisho, ou Eisui, ont également ensuite utilisé ce type d'estampe avec un certain brio, en s'inspirant très fortement de l'œuvre d'Utamaro.

## Galerie

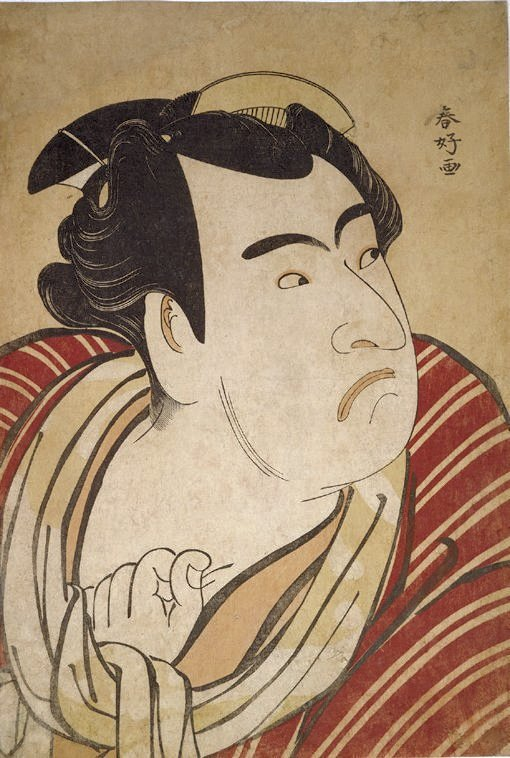
Ōkubi-e de l'acteur de kabuki, Matsumoto Kōshirō IV, en Tsurunosuke (estampe de Katsukawa Shunkō I)
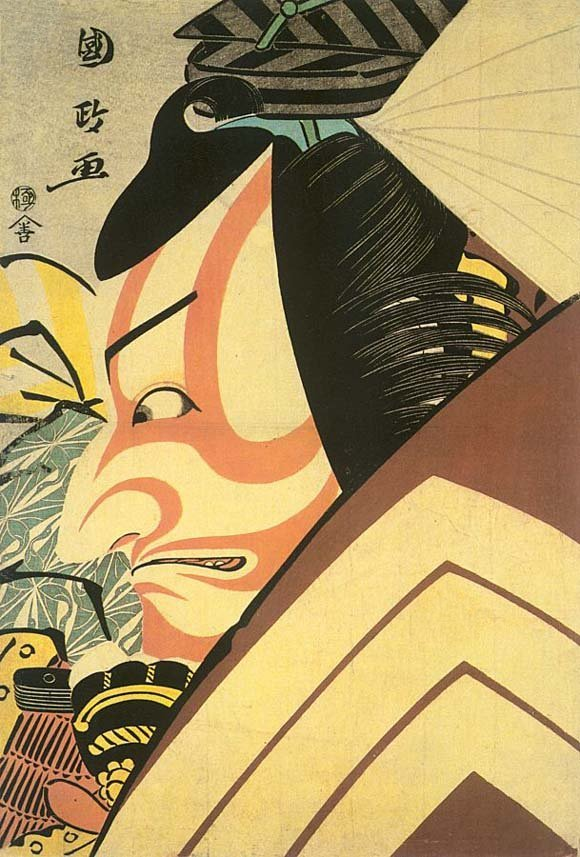
Estampe d'Utagawa Kunimasa de l'acteur kabuki, Ichikawa Ebizō, dans un rôle de shibaraku (1796)
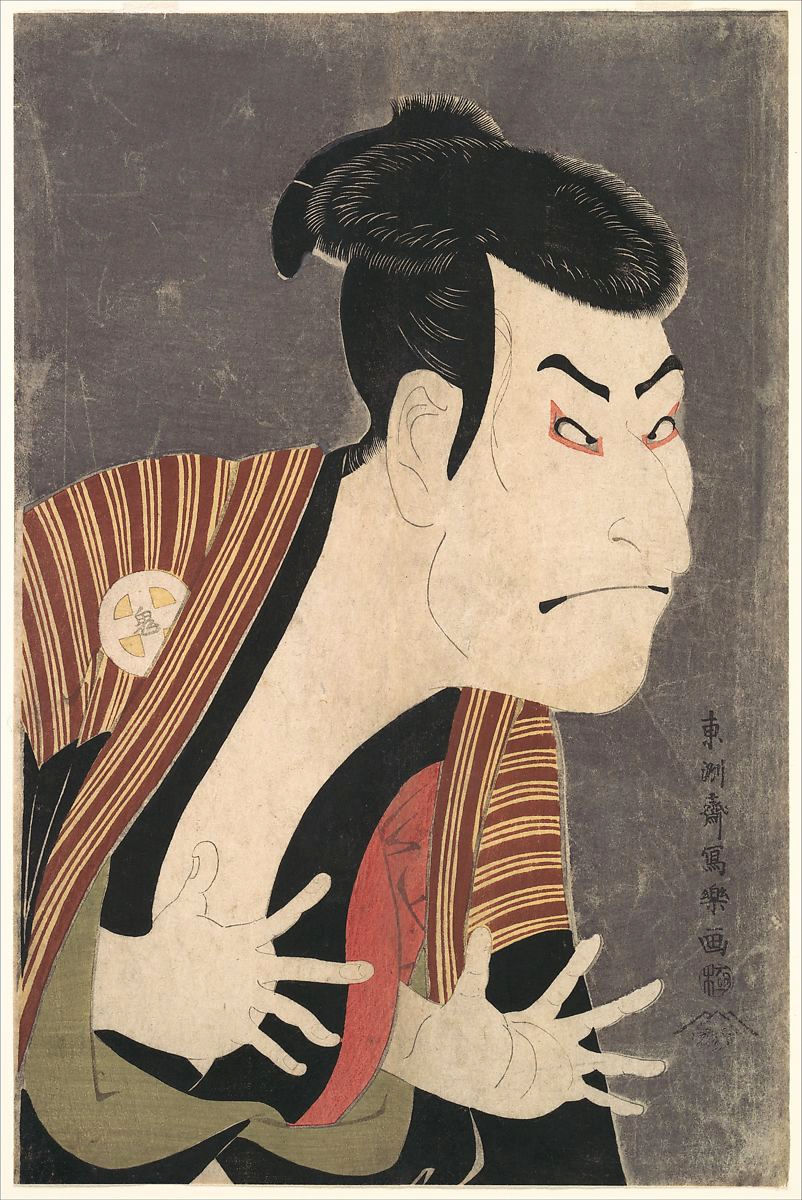
Nakamura Nakazō II en Edobee, estampe de Sharaku, 1794